# .44 Henry

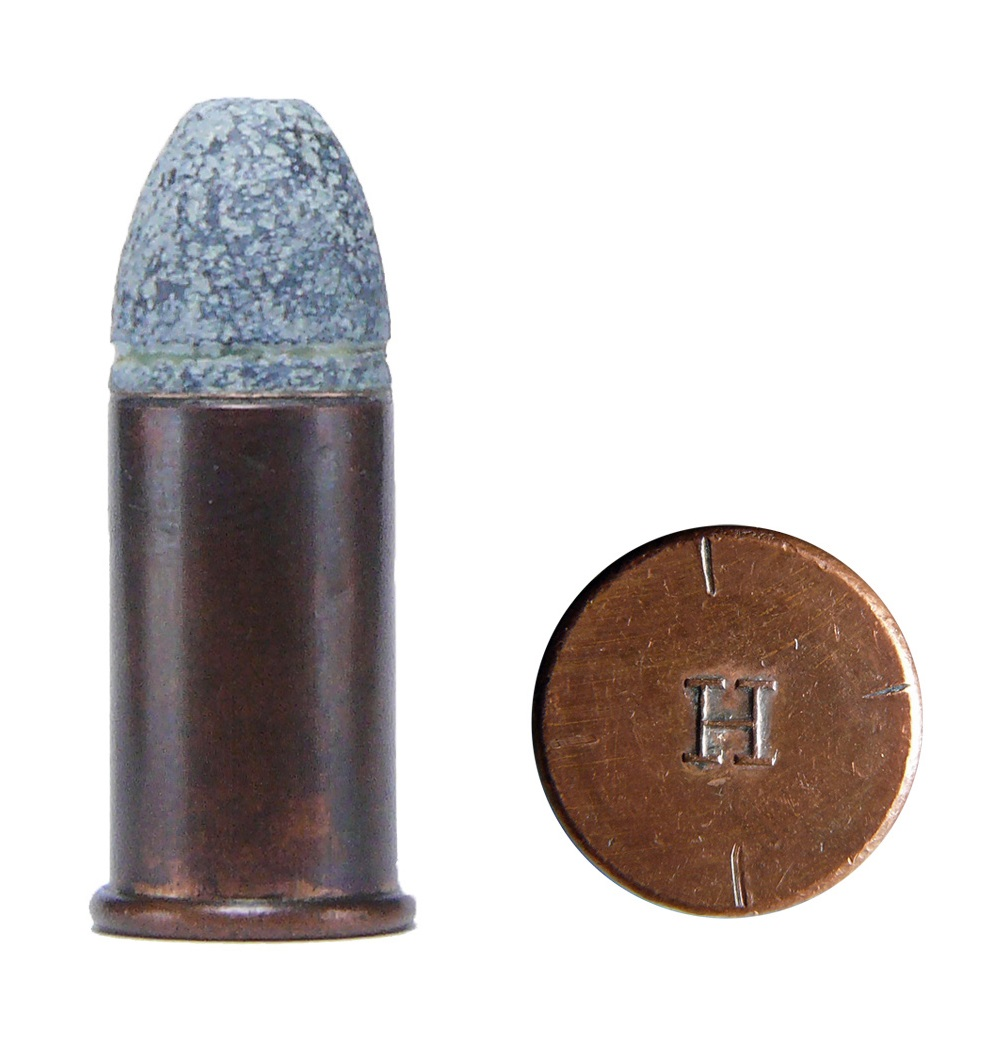
Um exemplar do cartucho .44 Henry Flat

O .44 Henry, também conhecido como .44 Rimfire, ou .44 Long Rimfire, ou 11x23mmR (11x23mm Rimmed) na Europa, é um cartucho projetado em 1860 por Benjamin Henry. O .44 Henry é um cartucho de fogo circular no qual é usado um projétil com rebaixo, usado em rifles e armas curtas.